# Uhrturm von San Marco

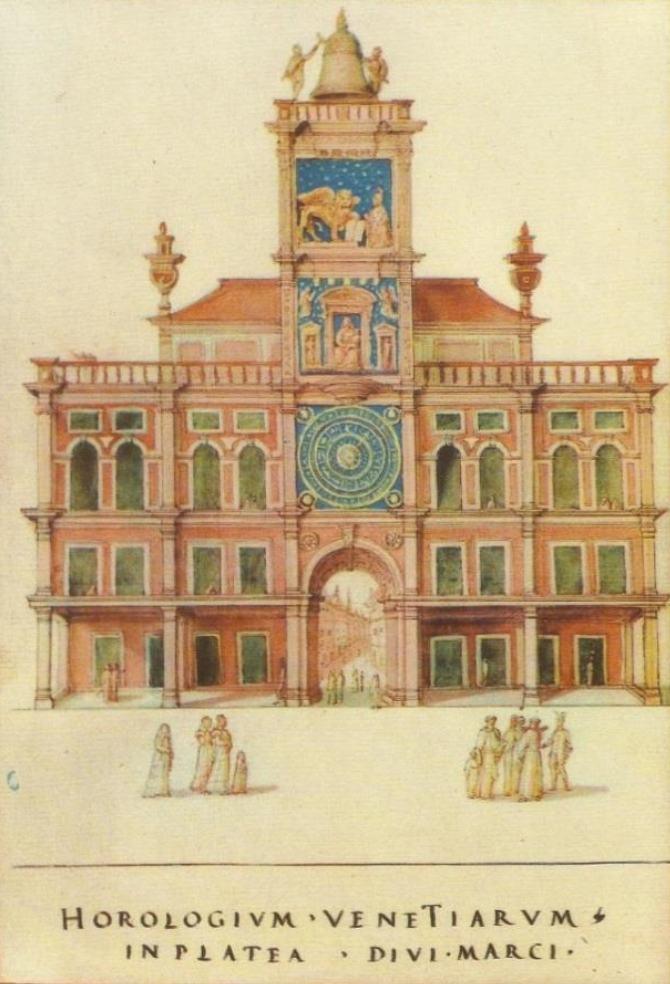
Das Bauwerk um 1538–1540, Francisco de Holanda (1517–1585)

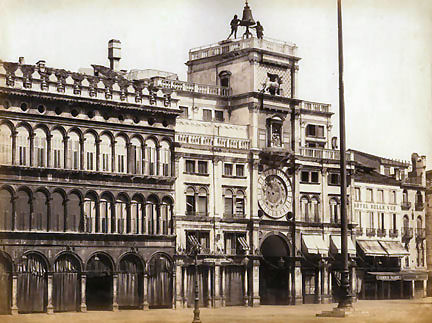
… und um 1860/70, Carlo Ponti

Der Uhrturm von San Marco (italienisch Torre dell’orologio) am Markusplatz in Venedig ist Bauwerk, das von 1496 bis 1499 errichtet wurde. Die Glocke stammt von Simeone Campanato, der sie 1497 im Arsenal gießen ließ. Unklar ist, ob der Turm tatsächlich auf den Baumeister Mauro Codussi zurückgeht, dem das Werk meist zugeschrieben wird.

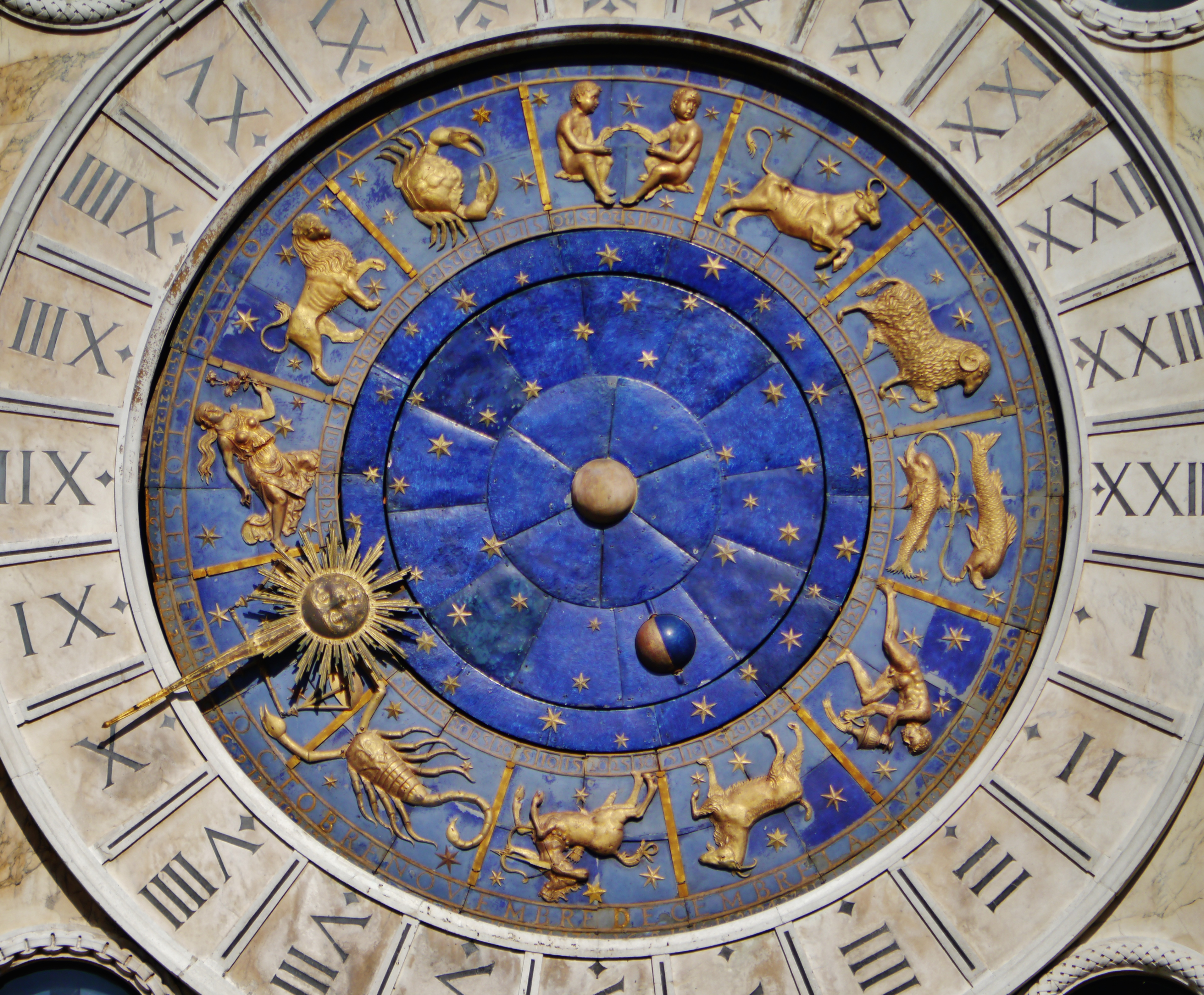
Die Uhr mit den Sternzeichen

Im Gegensatz zu einem bis Ende des 15. Jahrhunderts bestehenden Turm mit ähnlicher Funktion, dem Torre di Sant’Alipio, der sich am Nordwestrand des Markusplatzes befand, wurde der neue Uhrturm zwischen dem größten Platz Venedigs und den Mercerie errichtet, der bis zur Rialtobrücke reichenden Gasse, in der sich die meisten Geschäfte Venedigs konzentrierten. Schon 1493 hatten die Rogati, der Senat, dem Baumeister Zuan Carlo da Reggio den Auftrag für die zugehörige Uhr erteilt, doch erst 1495 erfolgte die Entscheidung über den genauen Ort für den Turm. In diesem Jahr wurde entschieden, den Turm „sopra la bocha de Marzaria“ zu errichten, ‚an der Mündung der Merzeria‘, also an der Einmündung der Mercerie und somit am Nordrand des Platzes. Nach Marin Sanudo „adì 10 zugno fu dato principio a butar zoso le caxe al intrar de Marzaria (…) per far le fondamente di un horologio multo excelente“; am 10. Juni 1496 also begannen die Abrissarbeiten am besagten Ort, um das Fundament für einen herausragenden „horologio“ zu bauen. Nach Sanudo erfolgte die Fertigstellung einschließlich des Uhrwerks im Februar 1499 auf einer Fläche von 9 mal 6 Metern. Die beiden Seitenflügel sollten nach einem Senatsbeschluss von 1503 entstehen. Doch 1512 zerstörte ein Brand erhebliche Teile der benachbarten Prokuratien, so dass diese ab 1513 abgerissen und neu gebaut werden mussten. Mehr als ein Jahrzehnt stand der Uhrturm allein.
Die Uhr zeigt neben der Tageszeit in einer 24-Stunden-Uhr mit lateinischem Zifferblatt die Mondphasen und die Sternzeichen. Ursprünglich stündlich, erscheinen heute nur noch an Epiphanias und Himmelfahrt die drei Könige aus dem Morgenland, die drei ‚Magier‘, denen ein Engel mit einer Trompete vorangeht. Vor der Madonna knien die drei Männer, während sie die Kopfbedeckung abnehmen, um dann wieder zu verschwinden. Oberhalb der Szenerie thront der Markuslöwe, vor dem ursprünglich der Doge Agostino Barbarigo kniete, der 1501 starb.
Mitte des 18. Jahrhunderts erfolgten bauliche Erweiterungen durch Giorgio Massari, die insbesondere das Innere vollständig veränderten, aber auch die Fassade berührten.